# IC 734/2
IC 734/2 је спирална галаксија у сазвијежђу Пехар која се налази на листи објеката дубоког неба у Индекс каталогу.
Деклинација објекта је - 8° 15' 55" а ректасцензија 11h 46m 3,9s. Привидна величина (магнитуда) објекта IC 734 износи 14,8 а фотографска магнитуда 15,6. IC 7342 је још познат и под ознакама MCG -1-30-31, PGC 1005962.